# Havermoutshow
De Havermoutshow was een ochtend-radioprogramma dat tussen donderdag 5 april 1979 en zaterdag 4 oktober 2003 door de TROS werd uitgezonden op Hilversum 3, Radio 3, 3FM en Radio 2. Het was hiermee een langlopend programma's uit de geschiedenis van de Nederlandse radio. 
De naam van het programma verwees naar een ontbijt met havermoutpap. In de eerste periode was het programma elke donderdagochtend tussen 7:00 en 9:00 uur op Hilversum 3 en vanaf 5 december 1985 op Radio 3 te horen. Toen de TROS door de invoering van de nieuwe horizontale programmering op Radio 3 per zondag 4 oktober 1992 de zondag als vaste uitzenddag kreeg, stopte het programma op Radio 3. 
Op 20 april 1992 werd het programma met nu als presentator Ferdinand Fransen geïntroduceerd op de maandagochtend tussen 7:00 en 9:00 op Radio 2, als vervanger voor het programma Maat in de Morgen van Ferry Maat, alwaar het liep tot 26 december 1994. Door het vertrek van Veronica uit het publieke omroepbestel per 1 september 1995, kreeg de TROS de zaterdag als nieuwe uitzenddag op Radio 3FM en zodoende keerde het programma per zaterdag 2 september 1995 weer terug op de nationale publieke popzender, nu tussen 6:00 en 9:00 uur, tot en met de laatste uitzending op zaterdag 4 oktober 2003.
De eerste presentator was Tom Mulder en de begintune van het programma was het nummer Scarlett O'Hara van Jet Harris & Tony Meehan uit 1963. Aangezien Tom Mulder een tram- en treinfanaat was, had hij ook een speciale versie van dit nummer gemaakt door allerlei stoomfluiten en andere treingeluiden door het nummer te mixen. Al sinds oktober 1972 had de TROS op donderdagochtend van 7.00 - 9.00 uur dit tijdslot eerst met Hugo van Gelderen en sinds 23 augustus 1973 Tom Mulder onder zijn piratennaam Klaas Vaak, het programma had toen de naam Vaak 's Ochtends hoewel het programma ook wel werd aangeduid met de overkoepelende Hilversum 3-naam Drie op je boterham voor alle ochtendshows op Hilversum 3. Vanaf oktober 1977 nam Peter van Dam met "Met Peter gaat het beter" het programma over maar sinds mei 1978 keerde Klaas Vaak met "Vaak 's ochtends" weer terug.
Het weerbericht werd altijd verzorgd door een luisteraar die zijn eigen weerbericht mocht doorgeven en daarna uitgebreid aan alle familie en vrienden de groeten mocht doen. Luisteraars konden verzoekplaatjes aanvragen voor jarigen waarbij Tom Mulder dan uitgebreid de felicitaties overbracht. Mulder noemde het programma altijd verkort de H-show. Om 7:30 uur werd er speciale muziek gedraaid om mee te kunnen doen met de ochtendgymnastiek onder leiding van Penny de Jager. De uitzending van donderdag 15 april 1982 was een speciale, extra lange live uitzending vanuit Londen bij de BBC met medewerking van de Engelse dj Benny Brown. De uitzending liep van 7:00 tot 11:00 uur. Tijdens de jaren dat Tom Mulder de ochtendshow presenteerde, was het een van de meest beluisterde radioprogramma's met naar verluidt meer dan 3 miljoen luisteraars.
Na het gedwongen vertrek van Tom Mulder bij de TROS na zijn uitzendingen op donderdag 30 juni 1988, namen andere dj's het programma over, waaronder Karel van Cooten, Hanno Dik, Rob van Someren, Thorvald de Geus en Patrick Kicken. Peter Plaisier was sinds zaterdag 5 juni 1999 de laatste presentator van het programma tot en met 4 oktober 2003, waarna per zaterdag 11 oktober 2003 het tijdslot werd overgenomen door dj Corné Klijn met het programma Corné & Co. Op de zaterdagochtend (vanaf 10 juni 2000 tot en met de laatste uitzending op 4 oktober 2003) was Diana Woei als weervrouw te horen met haar 'Woeibericht' rond 8:30 uur.
Volgens een in medio 1979 uitgezonden promo op de donderdag op Hilversum 3 zou de Havermoutshow op dat moment met meer dan twee miljoen luisteraars het best beluisterde ochtendradioprogramma op de Nederlandse radio zijn.